# آلاپوت
آلاپات (به لاتین: Aalapot) در نپال با جمعیت ۳٬۱۵۹ نفر است که در bagmati zone واقع شده‌است.